# Billy Elliot the Musical
Billy Elliot: the Musical è un pluripremiato musical in due atti su libretto di Lee Hall, prodotto da Sir Elton John; è basato sull'omonimo film di Stephen Daldry (che qui riveste ancora una volta il ruolo di regista). Il musical contiene brani musicali composti dai già citati Elton John (musica) e Lee Hall (parole).
La storia è essenzialmente quella del film: il giovane Billy Elliot cerca in tutti i modi di realizzare il proprio sogno di diventare un grande ballerino, ma dovrà affrontare diverse lotte e cocenti delusioni. Il tutto è inserito in un contesto storico turbolento come il famoso sciopero dei minatori britannici del 1984/1985, avvenuto sotto il governo della Baronessa Margaret Thatcher. La sceneggiatura di Lee Hall è stata parzialmente ispirata dal romanzo E le stelle stanno a guardare di A. J. Cronin: il brano d'apertura (And the Stars Look Down) è un omaggio a quest'opera.
Billy Elliot the Musical ha debuttato al Teatro del West End (Victoria Palace Theatre, Londra) nel 2005 ed è stato nominato per nove Laurence Olivier Awards (ne ha vinti quattro). L'incredibile successo conseguito ha fatto sì che il musical approdasse dappertutto, anche in Australia (2007) e a Broadway (2008). A New York, esso ha vinto dieci Tony Awards e dieci Drama Desk Awards; anche in Australia ha conseguito numerosi premi e riconoscimenti.

## Trama

### Atto I

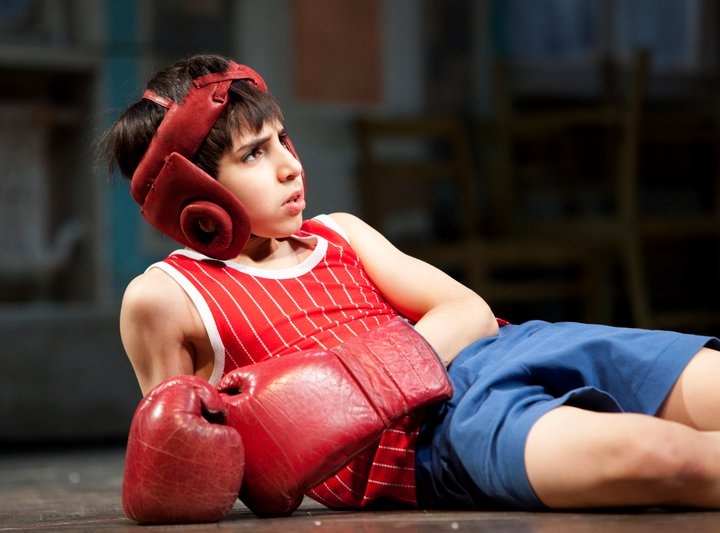
Billy (Cesar Corrales) durante un allenamento di box

Nella contea di Durham, nel corso del famoso sciopero dei minatori britannici del 1984/1985, l'undicenne Billy Elliot (orfano di madre) si distrae inavvertitamente dai suoi esercizi di boxe in palestra per ammirare una classe femminile di danza: l'insegnante è la signora Wilkinson. Rimane estasiato dalla disciplina: mentre suo fratello, suo padre e i suoi vicini sono in sciopero e si scontrano con gli agenti antisommossa, egli continua a prendere lezioni di ballo di nascosto alla sua famiglia. Diventa inoltre amico di Debbie, figlia di Mrs. Wilkinson.
Intanto, suo padre viene informato della sua assenza dalla palestra, protrattasi ormai da un mese. Il signor Elliot esplode, intuendo che il figlio possa aver facilmente usato i soldi per fare qualcos'altro. Quando scopre cosa, entra energicamente nella sala da danza e proibisce a Billy di frequentare la signora Wilkinson; quest'ultima, però, riconoscendo il talento del ragazzo, gli dà delle lezioni privatamente e gratuitamente, facendolo arrivare ad un livello superiore rispetto a quello del resto della classe. Alla fine, l'insegnante lo incoraggia ad affrontare un'audizione per la Royal Ballet School di Londra. Intanto, il migliore amico di Billy, Michael, sta cominciando a capire di essere omosessuale; persuade infatti Billy a divertirsi con lui travestendosi da donne e disdegnando le inibizioni restrittive della loro comunità (la classe operaia). Inoltre, il padre di Billy e il fratello Tony sono quotidianamente impegnati in scontri con la polizia, spesso sanguinosi: essi lottano per sostenere la famiglia, un compito difficile, che dura per quasi un anno.
Quando arriva il giorno dell'audizione alla Royal Ballet School, la signora Wilkinson va a prendere Billy. Tuttavia, la famiglia del ragazzo e alcuni membri della comunità si sono riuniti presso casa Elliot, e lei è costretta a rivelare di aver insegnato danza a Billy in preparazione per l'audizione. Questa notizia sconvolge il padre del protagonista e Tony, che prende in giro il fratello, lo insulta davanti a tutti con frasi maschiliste e omofobe. Ciò irrita terribilmente Billy, che per quasi un anno rimane lontano da tutto ciò che riguarda la danza classica.

### Atto II
Durante il periodo natalizio, nel centro della comunità, alcuni bambini denigrano il primo ministro Margaret Thatcher, visto dai minatori come il principale antagonista da combattere. Il padre di Billy, ubriaco, canta una vecchia canzone folk che gli ricorda sua moglie: l'uomo scoppia così in lacrime. Michael, rimasto solo con Billy nel centro della comunità, gli rivela di provare dei sentimenti per lui; ma il protagonista gli spiega di essere eterosessuale, sebbene gli piaccia la danza. Tuttavia, nel lasciare l'amico, gli dà un bacio sulla guancia. Tornato a casa, Billy sente un improvviso desiderio di ballare e inizia a far pratica. Suo padre lo spia dalla porta, e, dopo essersi emozionato, si reca a far visita a Mrs. Wilkinson per discutere il talento di Billy e le prospettive future del ragazzo. Il talento del giovane viene confermato, ma l'insegnante non è sicura che egli possa essere ammesso alla Royal Ballet School. Si discutono i costi di insegnamento, un importo molto superiore ai mezzi di sostentamento del sig. Elliot (che comunque mette da parte il proprio orgoglio scaturito dall'appartenenza alla classe operaia).
Il padre di Billy decide di smettere di scioperare e di tornare a lavorare, dato che questo costituisce l'unico modo per aiutare il figlio a coronare il suo sogno. Tony si infuria e i due uomini discutono su ciò che è più importante: l'unità dei minatori o aiutare il ragazzo a realizzare il suo sogno. La situazione degenera e Billy viene colpito accidentalmente. I minatori, uno ad uno, decidono di offrire al giovane la propria paga: ma Billy e suo padre non possono ancora permettersi il biglietto dell'autobus per andare a Londra. Uno scioperante, allora, offre loro centinaia di sterline dal suo salario. Un esasperato Tony getta i soldi per terra e scappa.
Billy e suo padre arrivano alla Royal Ballet School per l'audizione. Mentre il Sig. Elliot aspetta fuori, gli viene fatto notare il contrasto tra la famiglia Elliot e le famiglie degli altri candidati. Inoltre, egli incontra un ballerino con un forte accento del Nord: quest'ultimo gli confessa che suo padre disapprova le sue ambizioni, e pertanto gli consiglia fortemente di stare dietro a suo figlio. Billy, intanto, termina nervosamente l'audizione e ha la vaga sensazione di non aver ballato bene: si lascia sopraffare dall'ansia e dal nervosismo e prende a pugni un altro ballerino. I membri del comitato ricordano al ragazzo le rigide norme della scuola. Essi hanno ricevuto una lettera dall'entusiasta Mrs. Wilkinson, dove ella spiega loro la situazione nella quale vive Billy. Così, chiedono al giovane di descrivere ciò che prova quando balla: Billy risponde con una dichiarazione sincera della sua passione.
Tornati a Durham, padre e figlio riprendono a vivere come al solito. Billy riceve una lettera da parte della scuola e informa tutti di non essere stato accettato. Tony, però, corre a prendere la lettera dal bidone dei rifiuti e scopre che suo fratello è stato accettato. Nel frattempo, i minatori hanno deciso di tornare a lavorare, rassegnati alla concezione di essere parte di una comunità morente e in decadimento. Billy dice addio ai minatori e alla signora Wilkinson, ringraziandola per tutto ciò che ella ha fatto per aiutarlo. Infine, saluta Michael dandogli un bacio sulla guancia.

## Numeri musicali
Atto I
- The Stars Look Down - Compagnia
- Shine - Mrs. Wilkinson e le ballerine
- Grandma's Song - Nonna
- Solidarity - Polizia, minatori, Mrs. Wilkinson e le ballerine
- Expressing Yourself - Billy, Michael e l'ensemble
- The Letter - Mrs. Wilkinson e Billy
- Born to Boogie - Mrs. Wilkinson, Billy e Mr. Braithwaite
- Angry Dance - L'ensemble maschile

Atto II
- Merry Christmas Maggie Thatcher - Tony e Partiers
- Deep into the Ground - Jackie
- Swan Lake
- He Could be a Star - Jackie e Tony
- Electricity - Billy
- Once We Were Kings - Compagnia
- The Letter (Reprise) - Mrs. Wilkinson e Billy
- Finale - Compagnia

## Concept
Elton John è sempre stato molto attratto da questa produzione: ha infatti dichiarato "In quel bambino incompreso ho rivisto me alla sua età. Mi scorrevano davanti agli occhi le immagini dell'infanzia di questo bambino incompreso e non riuscivo a smettere di piangere. Mi hanno fatto pensare alla mia famiglia. Con Billy Elliot ho rivissuto parte della mia vita". Sir Elton si è inoltre battuto affinché il cast originale del film rimanesse il più possibile invariato.
I brani musicali da lui composti narrano i sentimenti provati dai protagonisti; come già detto, il brano d'apertura è un omaggio al romanzo E le stelle stanno a guardare, ma brani come Merry Christmas Maggie Thatcher e He Could Be A Star esprimono il punto di vista dei protagonisti dello spettacolo. Electricity risulta il pezzo più famoso: distribuito come singolo nel 2005, ha raggiunto la #4 nel Regno Unito. Lo stesso anno, tre brani prodotti appositamente per il cast sono stati inseriti nell'edizione speciale di Peachtree Road. Nel 2007, inoltre, sono apparse anche delle demo delle canzoni, cantate da John.

## Produzioni

### West End
Il musical ha debuttato al Victoria Palace Theatre di Londra nel marzo 2005, ed è ancora in scena; è costato 5.5 milioni di sterline (il film è invece costato cinque milioni di sterline). La produzione era affidata alla Working Title Films, alla Old Vic Productions Plc e a David Furnish, partner di Sir Elton. Il regista era Stephen Daldry e la coreografia era opera di Peter Darling (come nel film). Il ruolo di Billy era interpretato da Liam Mower, James Lomas e George Maguired, mentre Haydn Gwynne vestiva il ruolo della signora Wilkinson e Tim Healy quello del padre di Billy. Ian MacNeil si occupava della scenografia, così come Rick Fisher si occupava delle luci; il costumista era Nicky Gillibrand. L'album con i brani cantati dal cast originale fu distribuito il 10 gennaio 2006. Il musical ha ricevuto moltissimi apprezzamenti da parte della critica: tra l'altro, Charles Spencer del Daily Telegraph lo ha definito "Il miglior musical inglese che abbia mai visto", e il Daily Mail lo ha classificato come un "capolavoro teatrale".
Il musical ha vinto quattro Laurence Olivier Awards: Miglior musical, Miglior attore teatrale (premio spartito tra James Lomas, George Maguire e Liam Mower), Miglior design suono e Migliore coreografia. Ha anche vinto un Evening Standard Award, un Critics Circle Award e un Theatregoers Choice Award (tutti nella categoria Miglior Musical.
Il 12 maggio 2006, i tre attori principali, ovvero i tre "Billy" (Lomas, Maguire and Mower), apparvero insieme nello show finale per celebrare il primo anniversario della rappresentazione. I tre ragazzi interpretarono a turno il protagonista del musical e alla fine furono raggiunti da Sir Elton John. Quando Billy Elliot the Musical celebrò il suo terzo anniversario a Londra, i nuovi attori interpretanti Billy (del cast di Broadway) danzarono su Electricity.

### Australia
Lo show debuttò al Capitol Theatre di Sydney il 13 novembre 2007, diretto da Daldry insieme a Julian Webber (e con le coreografie di Darling). Rhys Kosakowski, Lochlan Denholm, Rarmian Newton e Nick Twiney vestirono i panni di Billy. Anche qui il successo di critica fu enorme, e nel gennaio 2008 Billy Elliot vinse il premio della categoria Miglior Musical ai Sydney Theatre Awards 2008. Lo spettacolo ha vinto inoltre sette Helpmann Awards, inclusi i premi per le categorie Miglior musical, Miglior regia, Migliore coreografia, Migliore attrice protagonista (Genevieve Lemon nel ruolo di Mrs. Wilkinson) e Miglior attore protagonista (premio spartito tra Rhys Kosakowski, Nick Twiney, Lochlan Denholm e Rarmian Newton). L'ultimo show ebbe luogo il 9 novembre 2008: tutti gli otto attori del cast interpretanti Billy salirono sul palcoscenico. Lo spettacolo si è poi trasferito all'Her Majesty's Theatre di Melbourne, dove debuttò il 13 dicembre 2008 e si concluse, dopo una stagione estremamente fortunata, il 14 giugno 2009.

### Broadway
Billy Elliot debuttò all'Imperial Theater (Broadway) il 1º ottobre 2008 in anteprima e ufficialmente il 13 novembre. La produzione fu diretta dal team del cast londinese. Tre giovani attori interpretarono il ruolo del protagonista: David Álvarez, Kiril Kulish e Trent Kowalik. Altri membri del cast erano Haydn Gwynne (nuovamente nelle vesti della signora Wilkinson) e Gregory Jbara nel ruolo del padre di Billy. Il 10 febbraio 2009, Tommy Batchelor fu aggiunto al cast per interpretare Billy, ma al momento è sostituito da Tanner Pflueger perché ha riscontrato problemi al polso. Gli altri tre attori (David Álvarez, Kiril Kulish e Trent Kowalik) hanno vinto un Tony Award nella categoria Miglior attore protagonista.
Anche a Broadway, lo show è stato accolto con entusiasmo: il Time lo ha denominato un "trionfo", mentre il critico Liz Smith lo ha definito "brillante da mozzare il fiato" e "assolutamente e inequivocabilmente grandioso". Il Daily News di New York ha dichiarato che lo spettacolo è "così esilarante che a volte ci si sente come in un tuffo", mentre il New York Post ha scritto che esso era bello "quasi come essere innamorati", definendolo "divertente, perfetto e appassionato" e "lo spettacolo migliore che possiate mai vedere". Infine, il Los Angeles Times lo ha denominato un "fenomeno teatrale globale". Ha avuto un enorme successo economico, guadagnando 20 milioni di dollari dalla vendita dei biglietti. La produzione ha ricevuto quindici nomination ai Tony Awards, e concorre quindi con il musical The Producers per il maggior numero di nomination ricevute da uno spettacolo di Broadway ad averne vinte dieci.

### Altre
- Billy Elliot ha debuttato al LG Arts Center di Seul (Corea del Sud) nell'estate del 2010.
- Billy Elliot, il musical ha debuttato per la prima volta in Italia il 5 maggio 2015 al Teatro Sistina di Roma.

## Cast
| Character                     | Original London Cast                             | Original Broadway Cast                   | Italia, 2015                                       |
| ----------------------------- | ------------------------------------------------ | ---------------------------------------- | -------------------------------------------------- |
| Billy Elliot                  | Liam Mower James Lomas George Maguire            | Kiril Kulish David Alvarez Trent Kowalik | Alessandro Frola Simone Romualdi Christian Roberto |
| Michael Caffrey               | Ryan Longbottom Ashley Luke Lloyd Brad Kavanagh  | David Bologna Frank Dolce                | Christian Roberto Arcangelo Ciulla                 |
| Debbie Wilkinson              | Lucy Stephenson Emma Hudson Brooke Havana Bailey | Erin Whyland                             | Claudia Mangini                                    |
| Sandra Wilkinson              | Haydn Gwynne                                     | Haydn Gwynne                             | Sabrina Marciano                                   |
| Jackie Elliot                 | Tim Healy                                        | Gregory Jbara                            | Luca Biagini                                       |
| Tony Elliot                   | Joe Caffrey                                      | Santino Fontana                          | Donato Altomare                                    |
| Nonna                         | Ann Emery                                        | Carole Shelley                           | Cristina Noci                                      |
| Mr. Braithwaite               | Steve Elias                                      | Thommie Retter                           | Maurizio Semeraro                                  |
| George                        | Trevor Fox                                       | Joel Hatch                               | Jacopo Pelliccia                                   |
| Jenny Elliot                  | Stephanie Putson                                 | Leah Hocking                             | Elisabetta Tulli                                   |
| Billy Elliot (Venticinquenne) | Issac James                                      | Stephen Hanna                            | Giuseppe Inga                                      |

## Riconoscimenti
La produzione londinese è stata nominata per nove volte Laurence Olivier Awards nel 2006, come già esplicato, e ne ha vinti quattro. Liam Mower, tredicenne, è stato l'attore più giovane a vincere il premio, e gli attori interpretanti Billy Elliot furono i primi a dividerlo. Lomas, Maguire e Mower vinsero inoltre il Theatre Goers' Choice Award 2005 come attori esordienti maggiormente promettenti. Nel 2005, la produzione ha vinto anche un Evening Standard Award 2005.
La produzione di Broadway ha ricevuto 15 nomination ai Tony Award nel 2009: ne ha vinti dieci, incluso quello per la categoria Miglior musical. Il premio per il miglior attore è stato diviso tra i tre attori interpretanti Billy: era la prima volta che un Tony Award venisse diviso fra tre persone. La produzione ricevette inoltre dieci nomination ai Drama Desk Awards (vincendoli tutti), e per nove Outer Critics Circle Awards 2008/09 (vincendone sette); ha infine ricevuto uno Special Achievement Award per i suoi tre "Billy".

### Olivier Awards
Vincitore, tranne dove indicato:
- Miglior nuovo musical
- Miglior attore protagonista teatrale (James Lomas, George Maguire e Liam Mower)
- Miglior attrice protagonista teatrale (Haydn Gwynne, nominata)
- Miglior ruolo non protagonista (Tim Healy, nominato)
- Miglior regia (Stephen Daldry, nominato)
- Miglior coreografia (Peter Darling)
- Miglior design scenografico (Ian MacNeil, nominato)
- Miglior design luci (Rick Fisher, nominato)
- Miglior design suono (Paul Arditti)

### Tony Awards
Vincitore, tranne dove indicato:
- Miglior musical
- Miglior testo per il musical (Lee Hall)
- Miglior colonna sonora originale (Elton John e Lee Hall, nominati)
- Miglior attore protagonista in un musical (David Alvarez, Trent Kowalik e Kiril Kulish)
- Miglior attore non protagonista in un musical (David Bologna, nominato)
- Miglior attore non protagonista in un musical (Gregory Jbara)
- Miglior attrice non protagonista in un musical (Haydn Gwynne e Carole Shelley, nominate)
- Miglior regia di un musical (Stephen Daldry)
- Miglior coreografia (Peter Darling)
- Miglior orchestra (Martin Koch; a pari merito con Michael Starobin e Tom Kitt per Next to Normal)
- Miglior scenografia  (Ian MacNeil)
- Migliori costumi (Nicky Gillibrand, nominato)
- Migliore luce (Rick Fisher)
- Migliore suono (Paul Arditti)

### Drama Desk Awards
Tutti vincitore:
- Miglior musical
- Miglior attore non protagonista in un musical (Gregory Jbara)
- Migliore attrice non protagonista in un musical (Haydn Gwynne)
- Miglior regia di un musical
- Migliore coreografia
- Migliore colonna sonora
- Miglior testo per il musical
- Migliore orchestra (Martin Koch)
- Migliore luce (Rick Fisher)
- Migliore suono (Paul Arditti)